# Jeanne Roche-Mazon
 (février 2025).
La mise en forme du texte ne suit pas les recommandations de Wikipédia : il faut le « wikifier ».
Les points d'amélioration suivants sont les cas les plus fréquents. Le détail des points à revoir est peut-être précisé sur la page de discussion.
- Les titres sont pré-formatés par le logiciel. Ils ne sont ni en capitales, ni en gras.
- Le texte ne doit pas être écrit en capitales (les noms de famille non plus), ni en gras, ni en italique, ni en « petit »…
- Le gras n'est utilisé que pour surligner le titre de l'article dans l'introduction, une seule fois.
- L'italique est rarement utilisé : mots en langue étrangère, titres d'œuvres, noms de bateaux, etc.
- Les citations ne sont pas en italique mais en corps de texte normal. Elles sont entourées par des guillemets français : « et ».
- Les listes à puces sont à éviter, des paragraphes rédigés étant largement préférés. Les tableaux sont à réserver à la présentation de données structurées (résultats, etc.).
- Les appels de note de bas de page (petits chiffres en exposant, introduits par l'outil «  Source ») sont à placer entre la fin de phrase et le point final[comme ça].
- Les liens internes (vers d'autres articles de Wikipédia) sont à choisir avec parcimonie. Créez des liens vers des articles approfondissant le sujet. Les termes génériques sans rapport avec le sujet sont à éviter, ainsi que les répétitions de liens vers un même terme.
- Les liens externes sont à placer uniquement dans une section « Liens externes », à la fin de l'article. Ces liens sont à choisir avec parcimonie suivant les règles définies. Si un lien sert de source à l'article, son insertion dans le texte est à faire par les notes de bas de page.
- La présentation des références doit suivre les conventions bibliographiques. Il est recommandé d'utiliser les modèles {{Ouvrage}}, {{Chapitre}}, {{Article}}, {{Lien web}} et/ou {{Bibliographie}}. Le mode d'édition visuel peut mettre en forme automatiquement les références.
- Insérer une infobox (cadre d'informations à droite) n'est pas obligatoire pour parachever la mise en page.

Pour une aide détaillée, merci de consulter Aide:Wikification.
Si vous pensez que ces points ont été résolus, vous pouvez retirer ce bandeau et améliorer la mise en forme d'un autre article.
Pour les articles homonymes, voir Roche et Mazon.
Jeanne Roche-Mazon (1885-1953) est une traductrice, essayiste et autrice de contes de fées.

## Biographie
Cécile, Ernestine, Jeanne Roche est née à Caen le 10 décembre 1885 au sein d'une famille de riches propriétaires terriens du Berry. Son grand père, Ernest Faguet, est procureur général à Caen. Son père, Gustave Roche, est ingénieur aux chemins de fer de l'ouest et maire d'Allouis de 1912 à 1925.
Le 18 janvier 1909 à Paris, elle épouse le slaviste et traducteur André Mazon dont elle a deux enfants : jacqueline (24 juin 1918) et Pierre (25 mars 1920).
Elle obtient son diplôme d'infirmière en 1913 et s'engage pendant la seconde guerre mondiale. En octobre 1914, elle soigne les blessés à l'hôtel Ritz, devenu hôpital 13. Elle est également affectée à l’hôpital militaire de Moudros, sur l’île de Lemnos, aux environs de Salonique. A Corfou, elle a aussi participé à la création d'un hôpital pour les soldats serbes.
Elle décède à Paris le 26 octobre 1953.

## Études historiques
A la fin des années 1920 et au début des années 1930, elle se signale par la parution de plusieurs études historiques sur des œuvres littéraires liées aux contes de fées. Elle remet ainsi en question la paternité de certains contes qu'on attribuait à Charles Perrault.
Par ses travaux de recherche, elle réattribue à Catherine Bernard l'histoire de Riquet à la houppe et à la nourrice d'une cousine de Charles Perrault, Marie-Jeanne l'Héritier de Villadon, l'origine de certains Contes de ma mère l'Oye.
Elle met en lumière la collaboration de Charles Perrault et de l'Abbé de Choisy pour l'histoire de la Marquise-Marquis de Banneville.
En 1932, elle publie En marge de l'oiseau bleu consacré à Marie Catherine d'Aulnoy et aux démêlés de celle-ci avec son mari..

## Contes
À partir de 1930, Jeanne Roche-Mazon publie plusieurs recueils de contes qui rencontrent un accueil favorable du public. Son premier recueil, Contes du vers luisant, en fait la première lauréate du prix Lyceum de France, destiné à récompenser les autrices d'ouvrages destinés aux enfants et adolescents. Son second recueil, Contes de la couleuvre, lui vaut le prix Anaïs Ségalas de l'Académie française.
L'autrice tire son inspiration de diverses sources dont des traditions populaires du Berry, transmises par sa grand-mère Roche, originaire d’Issoudun et les gens de la campagne. Il lui arrive ainsi d'intégrer des mots de patois à ses récits. Elle rédige aussi un conte moderne, le mariage de la tour Eiffel, qui met en scène le mariage du célèbre monument avec un serpent de mer.
En 1942, son conte L'amitié entre la lune et le rat d'eau a été traduit en vietnamien par Huyen Kieu. 
En 1973 et 1974, deux de ses contes, l'écureuil qui ne voulait pas apprendre à balayer et Le mariage de Guerlinet, ont été traduits en japonais par Yamaguchi Tomoko et illustrés par Horiuchi Seiichi.

## Traductions
Autodidacte, Jeanne Roche-Mazon a appris seule l'anglais, l'allemand, le russe et le serbe.
En 1937, elle traduit Pilgrims of the wild (Un homme et des bêtes, 1937) de Grey Owl et du même auteur, en 1940, Tales of an empty cabin (Récits de la cabane abandonnée).
En 1938, elle traduit Sabu, Elephant Boy de Frances Flaherty.

### Recueils de contes
- 1930 Contes du vers luisant (avec illustrations de O'Klein), édition de l'Artisan du livre
- 1930 Contes de la couleuvre (avec illustrations d'Ivan Bilibine),édition Boivin-Hatier
- 1930 Le mariage de la Tour Eiffel (avec illustrations de Le Campion), édition Boivin-Hatier
- 1934 Contes du hérisson  (avec illustrations de O'Klein), édition Boivin-Hatier
- 1957 Le Lion de Palestine suivi de Les Pommes d'immortalité, édition Falaize

### Essais
- 1928 une collaboration inattendue au XVIIe siècle : Charles Perrault et l'Abbé de Choisy. Mercure de France, février 1928, p 513-542
- 1928 Qui est Riquet à la Houppe, revue des deux mondes
- 1930 En Marge de l'oiseau Bleu, Cahiers de la Quinzaine, Juin 1930
- 1932 "les fées" de Perrault et la véritable mère l'Oye, la revue hebdomadaire, N°51, p 345-360
- 1968 Autour des contes de fées, édition didier (recueil de huit textes parus entre 1927 et 1932)[16]

### Traductions
- 1937 Un homme et des bêtes de Grey Owl, Boivin-Hatier
- 1938 Sabu Elephant boy de Frances Hubbard Flaherty
- 1940 Récits de la cabane abandonnée de Grey Owl, Boivin-Hatier (dont l'arbre  )

## Postérité
En 2013, la bibliothèque municipale d'Allouis (Cher) a été renommée Bibliothèque Jeanne Roche-Mazon.